# Cory Finley
Cory Finley és un guionista, dramaturg i director nord-americà. Finley va escriure i dirigir la pel·lícula de comèdia negra Thoroughbreds, que es va estrenar al Festival de Cinema de Sundance el 2017. També va dirigir la pel·lícula dramàtica de crim Bad education protagonitzada per Hugh Jackman i Allison Janney, que es va estrenar a HBO i va guanyar el premi Primetime Emmy a la millor pel·lícula de televisió el 2020.

## Filmografia

### Cinema
| Any  | Pel·lícula                    | Notes                               |
| ---- | ----------------------------- | ----------------------------------- |
| 2017 | Thoroughbreds                 | Director, guionista                 |
| 2019 | Bad education                 | Director                            |
| 2023 | Landscape with Invisible Hand | Director, guionista; Post-producció |

### Televisió
| Any  | Títol                            | Director | Guionista | Notes                           |
| ---- | -------------------------------- | -------- | --------- | ------------------------------- |
| 2022 | WeCrashed                        | Sí       | No        | Capítol: "4.4", "Hustle Harder" |
| TBA  | A Cool Breeze on the Underground | Sí       | Sí        | TBA                             |